# Zgładzenie hydry lernejskiej
Zgładzenie hydry lernejskiej (hiszp. Hércules lucha contra la hidra de Lerna) – obraz Francisco de Zurbarána, należący do cyklu dziesięciu dzieł ukazujących prace Heraklesa. Zostały zamówione do pałacu Buen Retiro.

Według mitu Herakles za zabicie swojej żony i  synów miał wykonać dwanaście prac dla wrogiego mu króla Eurysteusa. Drugą z prac było zabicie hydry lernejskiej. Herakles wraz ze swym bratankiem udał się do Lerny, gdzie przy brzegu rzeki Amymone mieszkał potwór. Mocarz wywabił go z nory za pomocą zapalonych strzał. Gdy Hybryda pojawiła się na zewnątrz, Herakles począł rozbijać jej głowy maczugą, lecz w miejsce rozbitych czaszek pojawiała się nowa głowa: 

Olbrzymi rak wypełzł z bagna na pomoc hydrze i wpił się w nogę Heraklesa. Ten gwałtownym uderzeniem rozwalił jego skorupę, wzywając jednocześnie na pomoc Jolaosa. Jolaos podpalił jeden koniec gaju, po czym, by powstrzymać pojawienie się nowych głów hydry, przypalał miejsca, w których wyrastały. Teraz Herkules uciął nieśmiertelną głowę i zakopał ją pod ciężkim głazem przy drodze do Elajos (Apollodor, O bogach 2,5,2)

## Opis obrazu
Zurbarán wiernie ukazuje wydarzenia opisane w starożytnych podaniach. Herakles walczy z hydrą, jest nagi opasany jedynie skórą ściągniętą z lwa nemejskiego, pierwszej pracy. Jego prawa noga została zaatakowana przez raka, a z prawej strony przybywa na pomoc sługa Jolaos z pochodnią. Jej blask nie oświetla sceny, lecz niewidoczne źródło światła dochodzące z lewej strony.